# EM i flag football
EM i flag football afholdes hvert andet år siden 2005 for både mænd og kvinder. 
For mændene har Danmark været den mest vindende nation med seks mesterskaber, mens det for kvinderne er Østrig, der har været den mest vindende nation med fire mesterskaber. 

## Mesterskaber for mænd
| Europamestre | År                                 |
| ------------ | ---------------------------------- |
| Danmark      | 2009, 2011, 2013, 2015, 2017, 2019 |
| Frankrig     | 2005, 2007                         |
| Østrig       | 2002                               |
| Turn. | Værtsland  | Guld     | Sølv     | Bronze         | Danmarks plac. |
| ----- | ---------- | -------- | -------- | -------------- | -------------- |
| 2002  | Østrig     | Østrig   | Tyskland | Danmark        | Nr. 3          |
| 2005  | Finland    | Frankrig | Italien  | Storbritannien | Nr. 7          |
| 2007  | Italien    | Frankrig | Tyskland | Danmark        | Nr. 3          |
| 2009  | Nordirland | Danmark  | Italien  | Østrig         | Nr. 1          |
| 2011  | Frankrig   | Danmark  | Østrig   | Frankrig       | Nr. 1          |
| 2013  | Italien    | Danmark  | Italien  | Østrig         | Nr. 1          |
| 2015  | Spanien    | Danmark  | Østrig   | Tyskland       | Nr. 1          |
| 2017  | Danmark    | Danmark  | Israel   | Storbritannien | Nr. 1          |
| 2019  | Israel     | Danmark  | Italien  | Frankrig       | Nr. 1          |

## Mesterskaber for kvinder
| Europamestre | År                     |
| ------------ | ---------------------- |
| Østrig       | 2009, 2011, 2013, 2015 |
| Finland      | 2005                   |
| Frankrig     | 2007                   |
| Danmark      | 2017                   |
| Spanien      | 2019                   |
| Turn. | Værtsland  | Guld     | Sølv           | Bronze         | Danmarks plac. |
| ----- | ---------- | -------- | -------------- | -------------- | -------------- |
| 2005  | Finland    | Finland  | Frankrig       | Sverige        | Ikke kval.     |
| 2007  | Italien    | Frankrig | Finland        | Østrig         | Ikke kval.     |
| 2009  | Nordirland | Østrig   | Finland        | Israel         | Ikke kval.     |
| 2011  | Frankrig   | Østrig   | Israel         | Frankrig       | Ikke kval.     |
| 2013  | Italien    | Østrig   | Frankrig       | Israel         | Nr. 4          |
| 2015  | Spanien    | Østrig   | Frankrig       | Tyskland       | Nr. 5          |
| 2017  | Danmark    | Danmark  | Israel         | Storbritannien | Nr. 1          |
| 2019  | Israel     | Spanien  | Storbritannien | Østrig         | Nr. 4          |